# Siliqua patula
Siliqua patula är en musselart som först beskrevs av Dixon 1789.  Siliqua patula ingår i släktet Siliqua och familjen knivmusslor. Inga underarter finns listade i Catalogue of Life.

## Bildgalleri

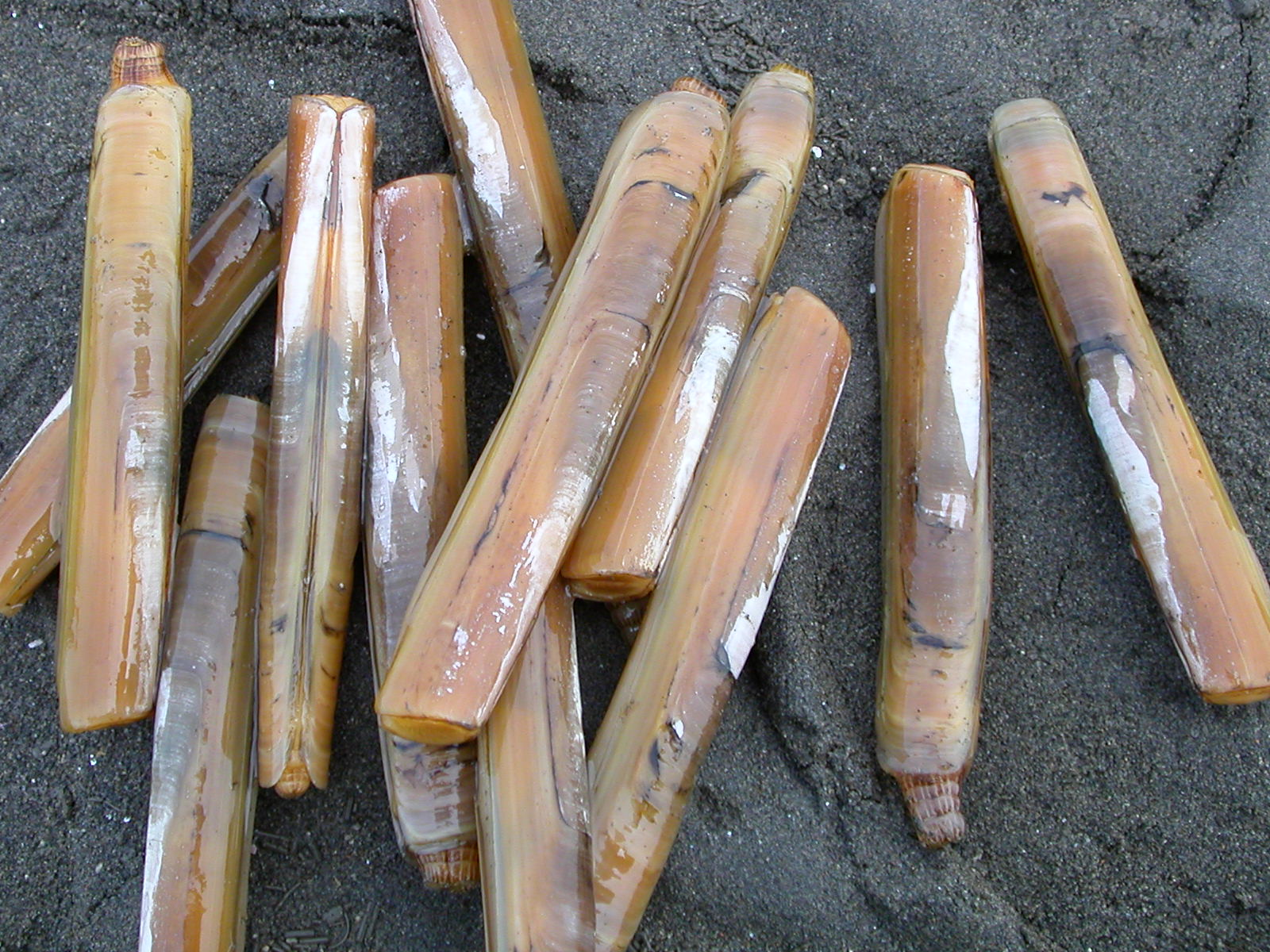
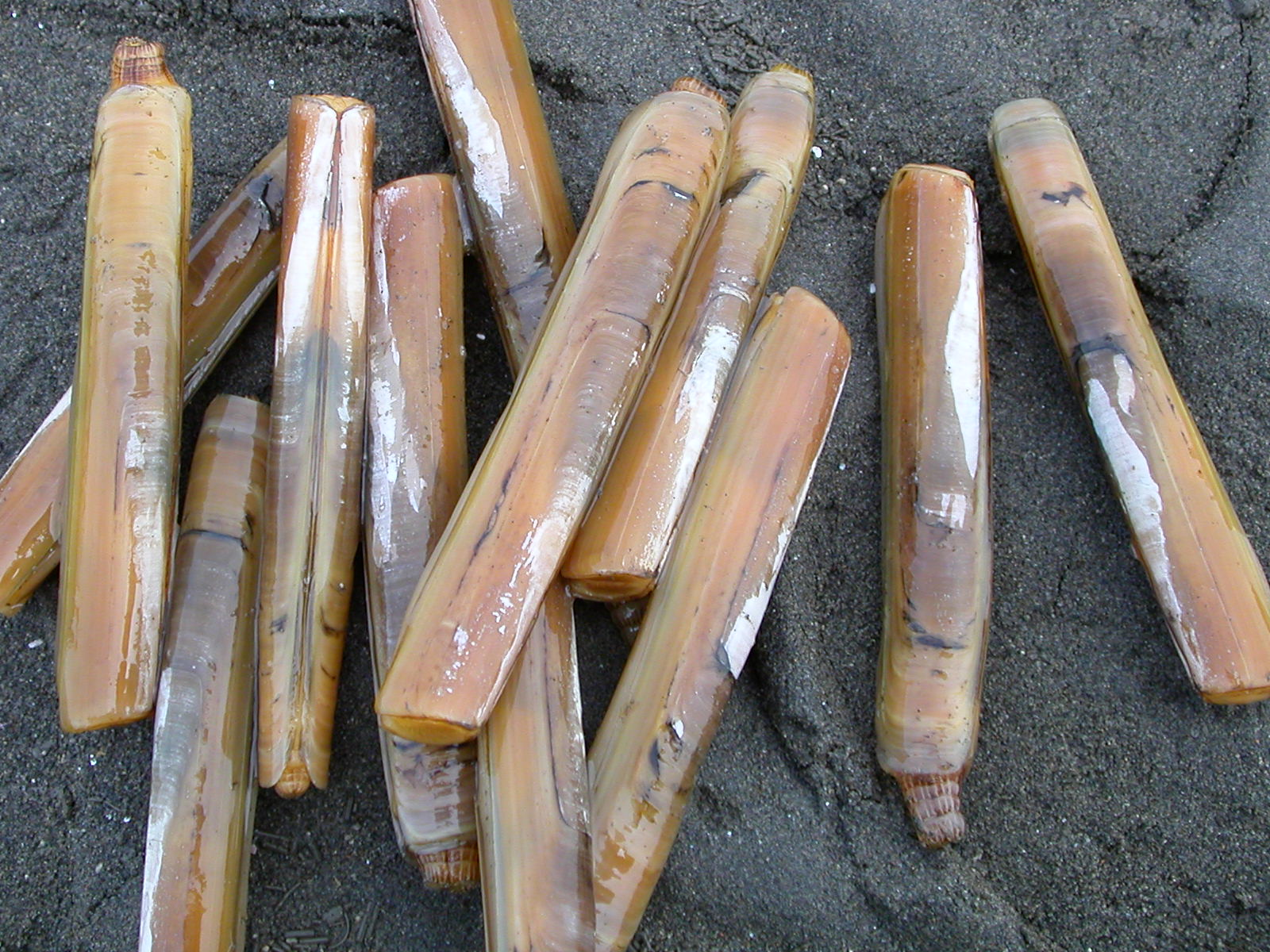
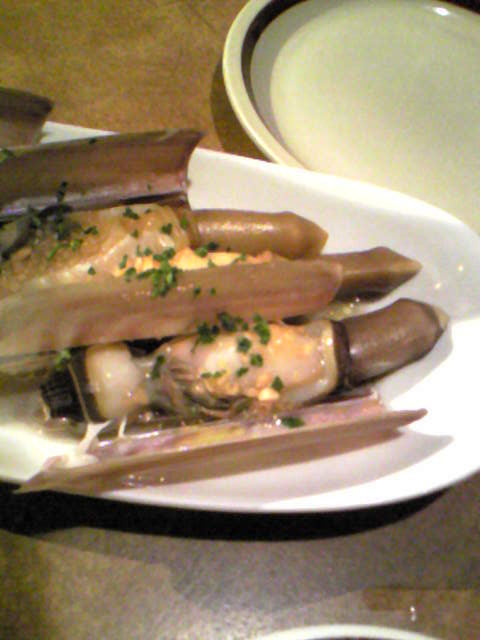
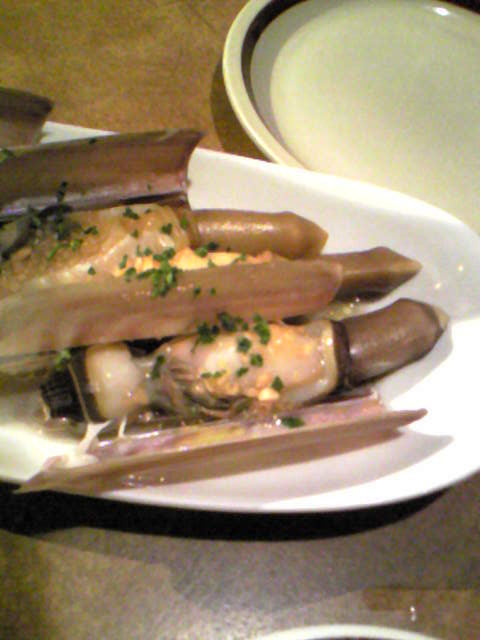